# Encrucijada (telenovela)
Encrucijada fue una telenovela mexicana producida por Valentin Pimstein para Telesistema Mexicano (hoy Televisa) transmitida en 1970. Basada en la historieta homónima original de Yolanda Vargas Dulché publicada en Lágrimas Risas y Amor, llamada también Encrucijada. Protagonizada por Irán Eory y Jacqueline Andere y la actuación antagónica de Queta Lavat.

## Sinopsis
Esta telenovela cuenta la historia de Wendy Kepler y Susan Harrison, dos huérfanas que han hecho un pacto de amistad en el internado donde viven en la ciudad de Nueva York. Wendy es hija ilegítima y ha sido enviada al internado por su millonario abuelo que quiere tenerla oculta. Susan fue adoptada por un matrimonio rico sin hijos que al cansarse de ser padres la internaron en un colegio. Wendy, que es muy traviesa, convence a Susan de dar un paseo prohibido por la ciudad. Durante el paseo conocen a dos soldados que están a punto de partir a la Guerra de Vietnam. Susan se enamora a primera vista de uno de los soldados llamado Fred quien es piloto y se casan el mismo día. Cuando los directores del internado se enteran de lo ocurrido expulsan a las dos jóvenes. Sin nadie a quien pedir apoyo, las dos amigas consiguen trabajo en una fábrica. Susan descubre que está embarazada y se ve obligada a quedarse en la casa. Antes del nacimiento de su hijo, Susan recibe un telegrama en el que le anuncian que Fred ha fallecido en un accidente aéreo. Poco tiempo después nace su hijo al que llama Freddy. Para poder mantener al niño, Wendy y Susan consiguen trabajo en un bar de la ciudad, cantando y modelando. La suegra de Susan, que es muy mala, compra a los representantes de la ley y le quita el hijo a Susan. Al pasar un tiempo, un lechero manco se enamora de Susan y ésta se casa con él. Al final, Fred, que no había muerto, regresa a buscar a Susan, lo que la coloca en una encrucijada.

## Reparto
- Irán Eory - Susan Harrison
- Jacqueline Andere - Wendy Kepler
- Enrique Aguilar - Fred
- Queta Lavat - Christian
- Claudio Obregón - William
- Rubén Rojo - Richard
- Liliana Durán - Lidia
- Danny Pardo
- Bertha Moss - Sra. Carton
- Emilia Carranza - Sofía
- Óscar Ortíz de Pinedo - Elmer
- Lily Mar
- Emoé de la Parra
- Enriqueta Lara
- Enrique Becker - Johnny
- Rosalinda Roig[1]